# This Is Why
This Is Why è il sesto album in studio del gruppo musicale statunitense Paramore, pubblicato il 10 febbraio 2023 dall'Atlantic Records.
Pubblicato a distanza di oltre cinque anni dal precedente album di inediti After Laughter, è il primo album dei Paramore realizzato con la stessa formazione del suo predecessore. Si tratta inoltre dell'ultimo album del gruppo pubblicato con l'Atlantic e la sua sussidiaria Fueled by Ramen.
Con Brand New Eyes del 2009 al secondo posto e l'eponimo Paramore del 2013 al primo, This Is Why è il terzo album del gruppo a debuttare direttamente sul podio della Billboard 200, alla seconda posizione. Sempre con i medesimi album, è il loro terzo album a raggiungere la cima della Official Albums Chart britannica. L'album è stato premiato con il Grammy Award al miglior album rock durante la cerimonia del 2024, mentre il singolo omonimo ha ottenuto quello alla miglior interpretazione di musica alternativa.

## Antefatti e registrazione

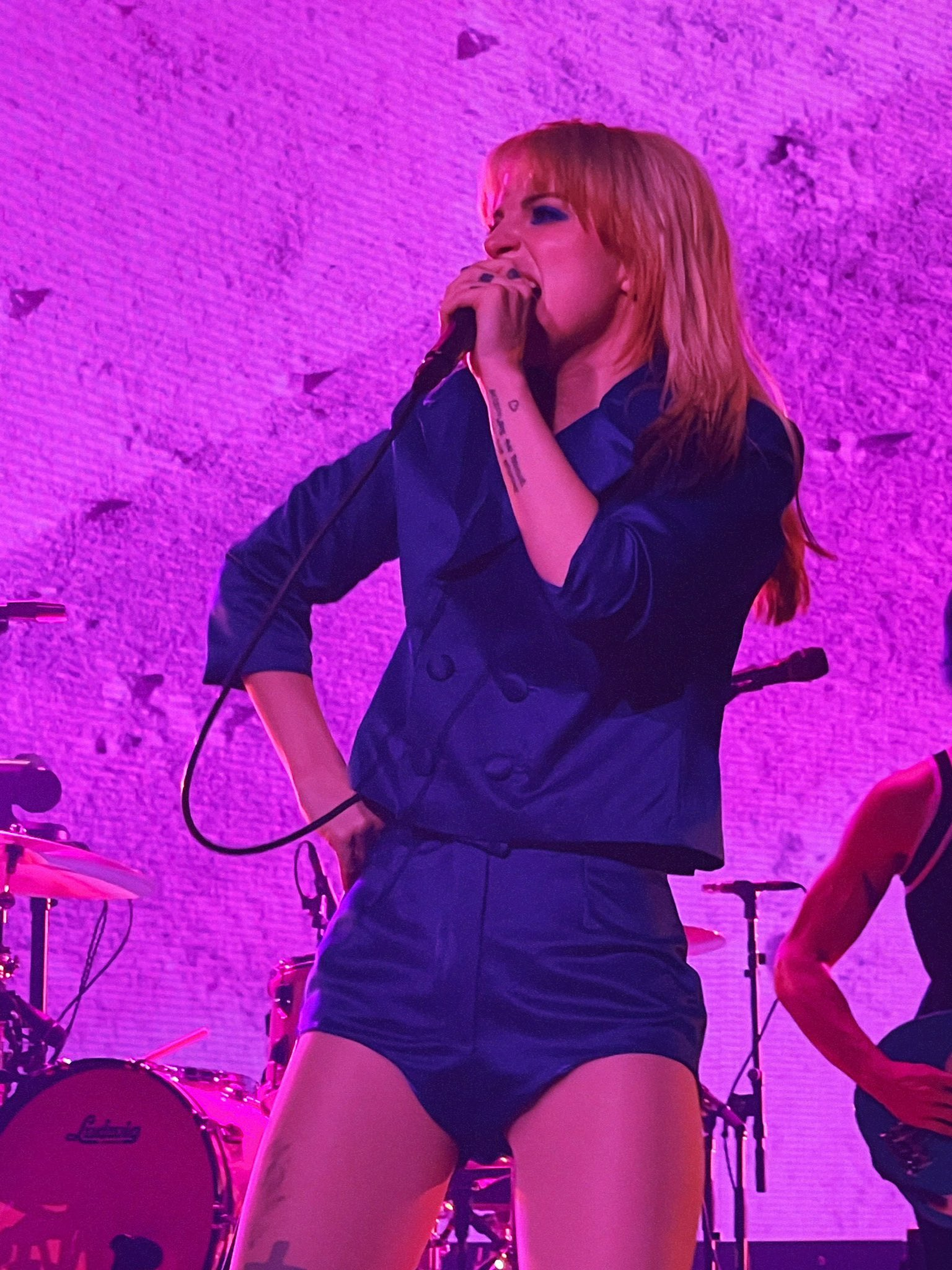
Tra la pubblicazione di After Laughter e di This Is Why sono passati cinque anni e otto mesi circa, periodo più lungo mai trascorso tra un album dei Paramore e il suo successore; durante questa pausa la cantante Hayley Williams si è dedicata alla sua carriera da solista.

Dopo la pubblicazione del loro quinto album After Laughter e il relativo tour internazionale, i Paramore entrano in un periodo di pausa a partire dalla fine dell'estate 2018. La cantante Hayley Williams avvia una propria carriera solista, lavorando con il chitarrista Taylor York come produttore ai suoi primi EP di inediti, poi raccolti nel suo album di debutto Petals for Armor, pubblicato nella primavera del 2020. Il batterista Zac Farro torna invece a suonare con gli HalfNoise, progetto attraverso il quale pubblica il suo terzo album Natural Disguise e si esibisce da headliner negli Stati Uniti e nel Regno Unito. Dopo lo scoppio della pandemia di COVID-19, durante la quale la Williams registra da sola un secondo album di inediti da solista intitolato Flowers for Vases/Descansos, la cantante comincia a ipotizzare su un sesto album in studio dei Paramore durante alcune interviste, dichiarando che la band è intenzionata a realizzare un disco più incentrato sulle chitarre rispetto al precedente After Laughter. Il trio si riunisce in studio nel gennaio 2022, annunciando di aver ingaggiato Carlos de la Garza, già ingegnere del suono nei precedenti due album del gruppo, come produttore del loro nuovo album.
L'album viene anticipato dall'omonimo singolo This Is Why, pubblicato alla fine di settembre 2022 dopo la comparsa di alcuni messaggi criptici sui profili social dei Paramore. Alla pubblicazione del nuovo brano, segue l'annuncio da parte della band di titolo, lista tracce e data di pubblicazione del nuovo album, quest'ultima fissata per il 10 febbraio 2023. Ulteriori singoli estratti saranno The News, nel dicembre 2022, e C'est Comme Ça, nel gennaio 2023. Parlando del significato di questi brani e dell'album nel suo complesso, Hayley Williams ha dichiarato di essersi concentrata su temi come i danni sociali cha ha causato l'utilizzo improprio di Internet e dei media sin dagli albori, come il razzismo e le teorie complottistiche, e che il messaggio che l'album vuole trasmettere è speranza. A proposito della scelta del titolo da parte del gruppo, la stessa Williams ha dichiarato che «ogni volta che reagisco a qualcosa che non posso credere stia accadendo, che sia riguardo al pianeta, alla politica o agli affari sociali, dico a me stessa "ecco perché [this is why] non ci succede mai niente di buono"».

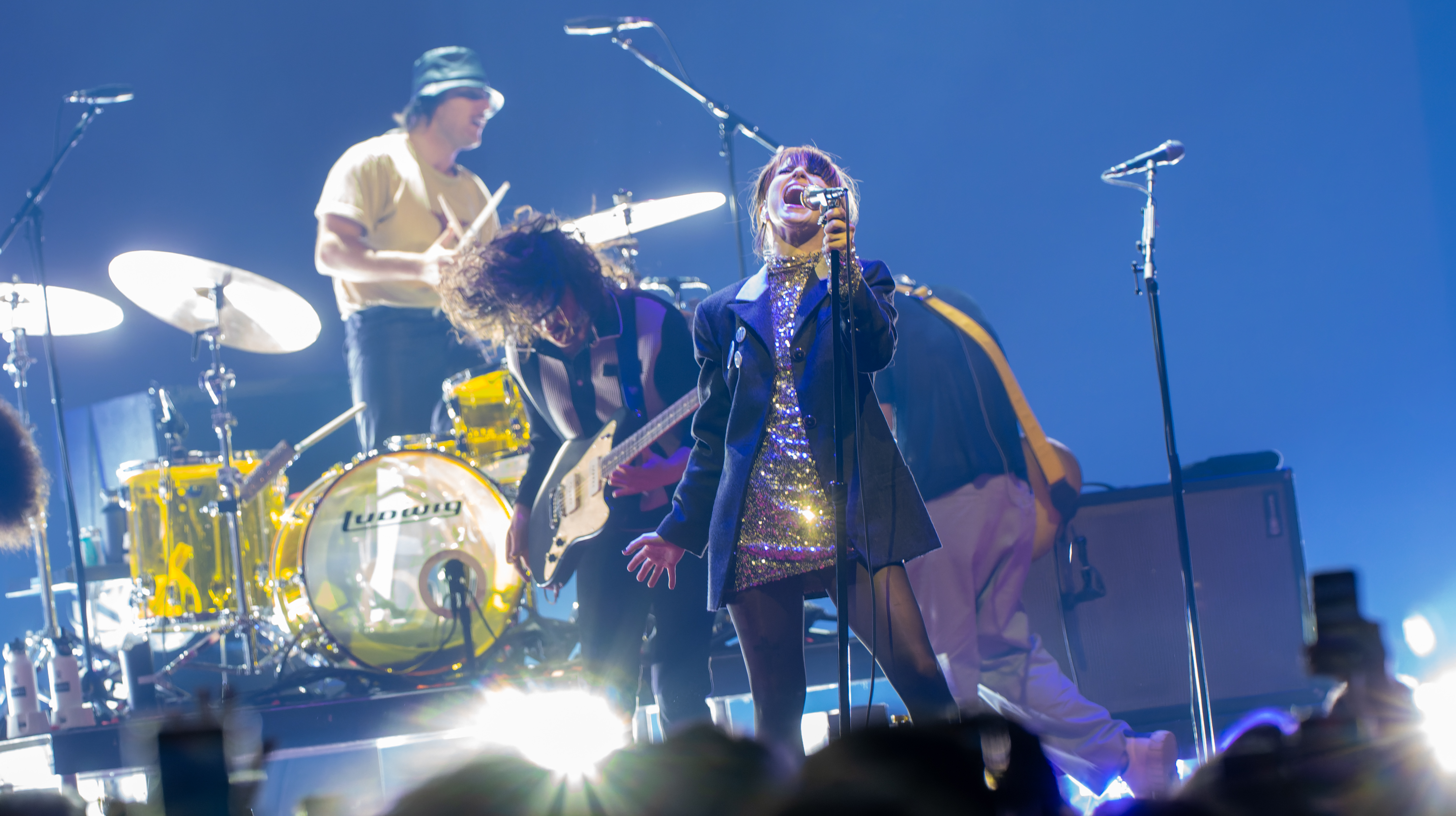
Rispetto ad After Laughter, per il quale il batterista Zac Farro entrò nella formazione solo a metà del processo di composizione, This Is Why è stato scritto e registrato sin dall'inizio da tutti e tre i componenti del gruppo.

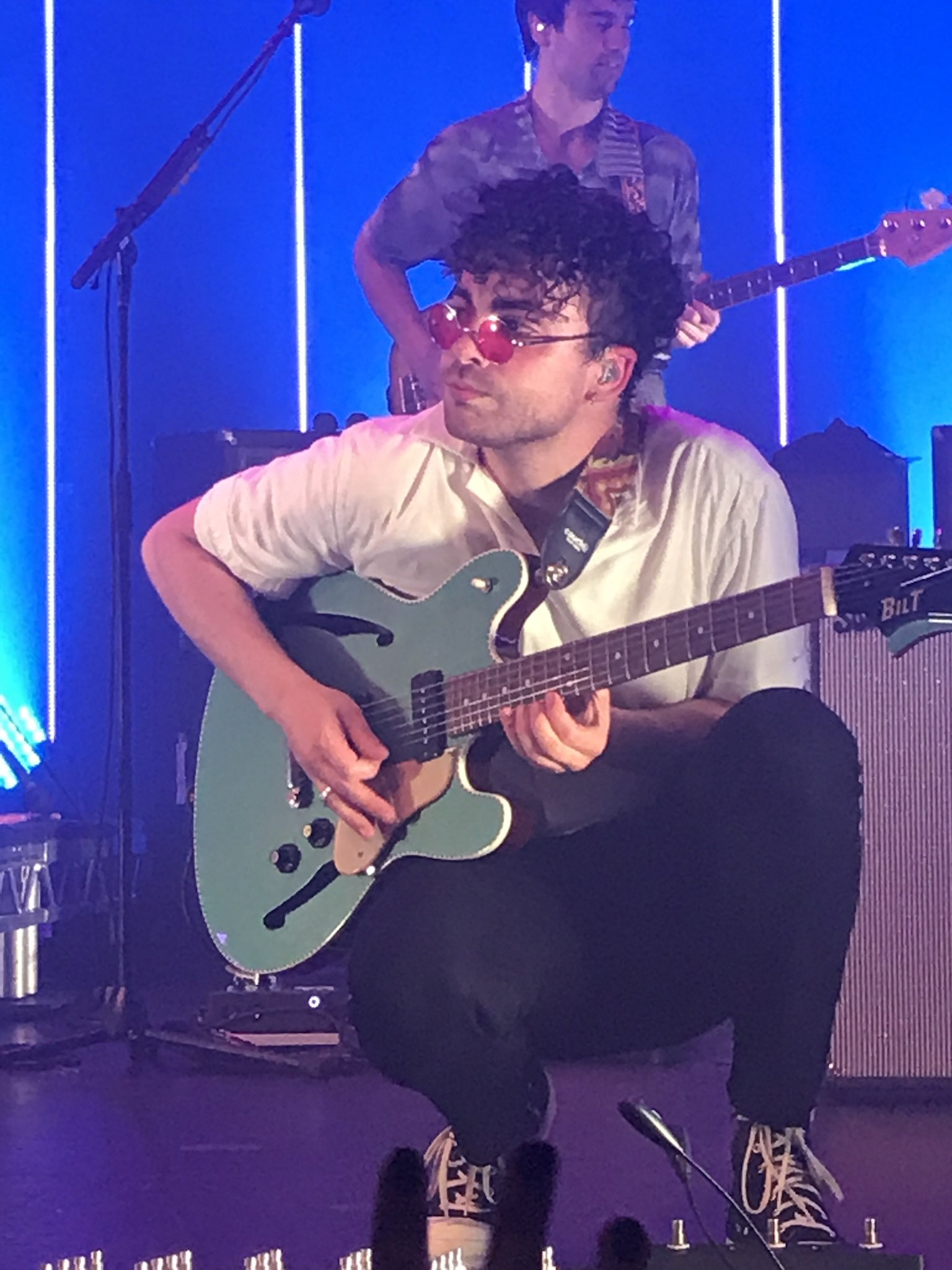
This Is Why è il quarto album realizzato dai Paramore con Taylor York; ciò lo rende il componente più presente nella storia della formazione dopo Hayley Williams e il chitarrista ad aver composto e registrato più brani per il gruppo.

## Stile e influenze
Secondo Pitchfork, «anziché rigurgitare il nodoso mall punk dei loro album precedenti, in This Is Why [i Paramore] puntano al propulsivo suono del post-punk», mentre AllMusic lo considera un mix dell'emo punk dei loro primi anni con il pop delle ultime produzioni, e lo descrive come un «corollario post-punk». Exclaim!, similarmente, lo descrive come un disco radicato in tradizioni post-punk e art punk. Altre sonorità riscontrate dalla critica sono la new wave e le sonorità synth pop del precedente album After Laughter, uniti a episodi funk, rock alternativo, indie pop, dream pop, shoegaze e dance punk. In alcuni brani, secondo Evening Standard, Williams riprende inoltre il suo cantato emo. Il Sydney Morning Herald ha paragonato il disco allo spirito giocoso di After Laughter e a quello combattivo dei precedenti lavori dei Paramore e a quelli da solista di Hayley Williams, aggiungendo però che a tutto ciò vi è l'aggiunta di nuovi ingredienti. Mentre alcuni recensori hanno paragonato le canzoni dell'album ad artisti come Foals, Phoebe Bridgers, Alanis Morissette, Franz Ferdinand, Gang of Four, U2, Television e Siouxsie and the Banshees il gruppo ha citato come principali influenze i Bloc Party, gli Yeah Yeah Yeahs, i The Rapture, i Glassjaw, le Wet Leg e i Sorry.
| Recensione                | Giudizio |
| ------------------------- | -------- |
| AllMusic                  |          |
| Clash                     |          |
| DIY Magazine              |          |
| Evening Standard          |          |
| Exclaim!                  |          |
| The Guardian              |          |
| Kerrang!                  |          |
| The Line of Best Fit      |          |
| NME                       |          |
| Pitchfork                 |          |
| The Sydney Morning Herald |          |

## Accoglienza
This Is Why è stato acclamato dalla critica internazionale; sull'aggregatore di recensioni online Metacritic, l'album ha un punteggio medio di 85/100 basato sul giudizio di 20 recensori professionali. NME l'ha definito «il suono trionfante di una band rinata», mentre DIY Magazine l'ha definito come il loro album più ambizioso. Entrambi i recensori hanno elargito un giudizio di 5 stelle su 5 all'album. Clash ha lodato i testi delle canzoni, come anche il Sydney Morning Herald, che definisce la scrittura dell'album «molto intelligente». Sia il Sydney Morning Herald che l'Evening Standard hanno puntualizzato la capacità del gruppo di passare da momenti più energici ad altri pezzi più lenti in maniera matura e con senso di scopo. Secondo The Guardian, che attribuisce all'album un voto di 4 stelle su 5, nell'album «ci sono tracce dove l'unirsi delle chitarre distorte ai grandi hook pop richiama il momento in cui le sonorità post-punk dell'indie anni 2000 si scontrarono con il desiderio Britpop di entrare nella toplist di BBC Radio 1». The Daily Telegraph scrive che con This Is Why il gruppo «fa i conti con il cambiamento, rifiutando di servire i soliti vecchi trucchi anche quando è l'opzione migliore», e votando anch'esso il disco con 4 stelle su 5. Nella sua recensione su AllMusic Matt Collar scrive «Sembra spesso che ogni album marchi un nuovo inizio per la band. Proprio quando pensi che hanno raggiunto il loro apice artistico, effettuano un altro tuffo creativo nell'ignoto. [...] Con This Is Why, i Paramore sottolineano questa idea, tirando i fili artistici ed emozionali della loro carriera in un insieme coesivo e ardente».
Nel novembre 2023 i Paramore hanno ottenuto la loro quinta e la loro sesta nomination ai Grammy Awards, venendo nominati nelle categorie miglior album rock e miglior interpretazione di musica alternativa, quest'ultima per il singolo This Is Why. Trionfano in entrambe le categorie durante la cerimonia di premiazione del 4 febbraio 2024, ottenendo il secondo e terzo Grammy Award della loro carriera, dopo aver vinto il primo con il singolo Ain't It Fun del 2015.

## Tracce
Testi e musiche di Hayley Williams, Taylor York e Zac Farro.
1. This Is Why – 3:27
2. The News – 3:07
3. Running Out of Time – 3:12
4. C'est Comme Ça – 2:29
5. Big Man, Little Dignity – 4:20
6. You First – 4:05
7. Figure 8 – 3:24
8. Liar – 4:21
9. Crave – 3:55
10. Thick Skull – 3:52

## Formazione
Gruppo
- Hayley Williams – voce, pianoforte, percussioni
- Taylor York – chitarra, tastiera, glockenspiel, cori
- Zac Farro – batteria, percussioni, tastiera, glockenspiel, cori

Altri musicisti
- Brian Robert Jones – basso
- Phil Danyew – tastiera
- Henry Solomon – clarinetto, clarinetto basso, flauto dolce, flauto contralto (traccia 5)

Produzione
- Carlos De La Garza – produzione
- Manny Marroquin – missaggio
- Harriet Tam – ingegneria del suono

## Classifiche
| Classifica (2023) | Posizione massima |
| ----------------- | ----------------- |
| Australia         | 1                 |
| Belgio (Fiandre)  | 12                |
| Belgio (Vallonia) | 80                |
| Canada            | 8                 |
| Croazia           | 6                 |
| Finlandia         | 20                |
| Germania          | 6                 |
| Grecia            | 33                |
| Irlanda           | 2                 |
| Nuova Zelanda     | 3                 |
| Paesi Bassi       | 22                |
| Polonia           | 62                |
| Portogallo        | 9                 |
| Regno Unito       | 1                 |
| Spagna            | 32                |
| Stati Uniti       | 2                 |
| Svizzera          | 32                |
| Ungheria          | 5                 |